# 小彼得里夫卡
47°35′8″N 29°46′10″E / 47.58556°N 29.76944°E
小彼得里夫卡（烏克蘭語：Мала Петрівка）是位於烏克蘭西南部的村莊，由敖德薩州波季利斯克區的庫亞利尼克市鎮負責管轄。該村始建於1793年，面積0.2平方公里，海拔高度212米，2001年人口31，人口密度每平方公里155人。